# Алета (Асколи Пичено)
Алета (итал. Aletta) насеље је у Италији у округу Асколи Пичено, региону Марке.
Према процени из 2011. у насељу је живело 11 становника. Насеље се налази на надморској висини од 543 м.